# 260 TCN
260 TCN là một năm trong lịch La Mã.